# FC Famalicão (női csapat)
A Futebol Clube de Famalicão női labdarúgó szakosztályát Vila Nova de Famalicãoban hozták létre. A klub a portugál élvonalban szerepel.

## Játékoskeret
2023. január 4-től
| #  |     | Poszt | Név                                    |
| -- | --- | ----- | -------------------------------------- |
| 1  | BRA | K     | Dani Neuhaus                           |
| 71 | POR | K     | Adriana Rocha                          |
| 99 | BRA | K     | Aline Lima                             |
| 3  | POR | V     | Raquel Infante                         |
| 4  | POR | V     | Gabriela Vinhas                        |
| 5  | POR | V     | Babi                                   |
| 15 | POR | V     | Inês Maia                              |
| 20 | POR | V     | Vânia Duarte                           |
| 23 | POR | V     | Mariana Campino                        |
| 6  | POR | KP    | Maria Miller                           |
| 8  | BRA | KP    | Laís Araújo                            |
| 10 | POR | KP    | Maria Negrão (kölcsönben a Benficától) |
| 12 | POR | KP    | Regina Pereira                         |

| #  |     | Poszt | Név                  |
| -- | --- | ----- | -------------------- |
| 14 | ESP | KP    | Letícia Almeida      |
| 22 | CAN | KP    | Marie-Yasmine Alidou |
| 26 | BRA | KP    | Luaninha Theodoro    |
| 31 | POR | KP    | Telma Pereira        |
| 7  | POR | CS    | Carolina Rocha       |
| 9  | CYP | CS    | Handrí Viólárí       |
| 16 | POR | KP    | Mafalda Marujo       |
| 19 | BRA | CS    | Fernanda Tipa        |
| 21 | POR | CS    | Inês Santos          |
| 25 | POR | CS    | Mariana Couto        |
| 30 | BRA | CS    | Sisi                 |
| 33 | BRA | CS    | Raquel Fernandes     |

## Korábbi híres játékosok
| - Ana Capeta - Rute Costa - Daniela Silva - Ana Rita - Margarida Machado - Vera Martins - Allira Toby - Vitória Almeida - Jana - Patrícia Llanos - Maurine - Gabriela Morais - Leandra Smeda - Rosa Miño - Laura Gallego - Stephanie Lacoste - María Ruiz |